# Martha Woodmansee
Martha Woodmansee (* 1944) ist eine US-amerikanische Literaturwissenschaftlerin und Rechtshistorikerin. Sie unterrichtet seit 1986 an der Case Western Reserve University in Cleveland, Ohio, und ist Direktorin der Society for Critical Exchange. Woodmansee hat sich vor allem auf die europäische Literatur-, Buch- und Rechtsgeschichte des 18. und 19. Jahrhunderts spezialisiert, und hier auf die Interaktion von Literatur und Recht, vor allem Urheberrecht.

## Leben
Woodmansee erhielt ihre Master und Doktortitel an der Stanford University in Deutsch und Englisch mit einer Spezialisierung in Literaturtheorie. Seit 1986 ist sie Mitglied der Fakultät für Englisch an der Case Western Reserve University, seit 2002 auch Mitglied der Rechtsfakultät. Sie unterrichtete ebenfalls in Harvard, an der Columbia University und der University of Pittsburgh.
Seit 1990 sitzt sie der Society for Critical Exchange vor, einer US-weit verbreiteten Gesellschaft für interdisziplinäre Studien zur Theorie. Sie bemühte sich hier, Studien an der Schnittstelle von Ästhetik, Ökonomie und Recht voranzutreiben.

## Veröffentlichungen
- Erkennen und Deuten. Essays zur Literatur und Literaturtheorie, Erich Schmidt, Bonn 1983.
- The Author, Art, and the Market. Rereading the History of Aesthetics, Columbia University Press, New York 1994.
- The Construction of Authorship: Textual Appropriation in Law and Literature, hrsg. zusammen mit Peter Jaszi, Duke University Press, Durham, London 1994.
- New Economic Criticism. Studies at the Intersection of Literature and Economics, Routledge London 1999.
- On the Author Effect: Recovering Collectivity in: 10 Cardozo Arts & Entertainment, L. J. 279, 1992.
- (als Übersetzerin): Peter Szondi: Literary Hermeneutics, Cambridge University Press, Cambridge 1995.